# Sky High (真中潤のアルバム)
『Sky High』（スカイ・ハイ）は、真中潤の1枚目のインディーズミニアルバム。

## 概要
自身の記念すべきデビュー作はドラムを黒瀬蛙一が全曲担当した。

## 収録曲
1. Step You
作詞：真中潤　作曲：吉木絵里子　編曲：斉藤辰夫
2. Fly Away
作詞：真中潤　作曲：吉木絵里子　編曲：Lee Jae Kwan
3. Sky High
作詞：真中潤　作曲・編曲：呉地マサキ
4. かけがえのない存在…
作詞：真中潤　作曲：吉木絵里子　編曲：鎌田真吾
5. 24
作詞：真中潤　作曲・編曲：藤本貴則
6. ROUND 4
作詞：真中潤　作曲：小澤正澄　編曲：Lee Jae Kwan
7. Piece Of Mine
作詞：真中潤　作曲・編曲：Hiya & Katsuma

## レコーディング参加
- 黒瀬蛙一 - ドラム(#ALL)
- 新津健二 - ベース(#3)
- TO-SI（RIP TRAP） - ラップ(#6)